# System autonomiczny (cybernetyka)

System autonomiczny

System autonomiczny, Autonom – w cybernetyce to system mający zdolność samoregulacji czyli sterowania oraz utrzymywania swojego istnienia w czasie. 
Aby osiągnąć autonomię, system musi posiadać pewne funkcjonalne komponenty (określane w literaturze jako podsystemy, układy lub organy), które umożliwiają te zdolności.  
Receptory:
- Funkcja: Odbieranie informacji (bodźców) ze środowiska.
- Cel: Wykrywanie zmian i odpowiednie reagowanie.

Efektory (mechanizmy działania):
- Funkcja: Oddziaływanie na otoczenie lub samego siebie.
- Cel: Wpływanie na otoczenie.

Jednostka sterująca, korelator:
- Funkcja: Przetwarza informacje i podejmuje decyzje na podstawie danych wejściowych i stanów wewnętrznych.
- Cel: Sterowanie się (poprzez efektory) i działanie ukierunkowane na cel.

Mechanizmy sprzężenia zwrotnego:
- Funkcja: Dostarczanie informacji o wynikach działań w celu dostosowania przyszłych zachowań.
- Cel: Homeostaza, autokorekta i utrzymanie stabilności.

Komponenty samoobsługowe:
- Funkcja: Regeneracja i naprawa własnych komponentów systemu.
- Cel: Utrzymanie integralności i funkcjonalności w czasie. Zob. System autopojetyczny.

Źródło energii, akumulator:
- Funkcja: Dostarczanie energii i  materii koniecznej dla wykonywania operacji.
- Cel: Podtrzymywanie aktywności bez zewnętrznych źródeł energii.

Mechanizm celu lub przeznaczenia:
- Funkcja: Definiowanie celów lub pożądanych stanów.
- Cel: Kierowanie procesem decyzyjnym i działaniami w celu osiągnięcia określonych wyników.

W polskiej cybernetyce termin "system autonomiczny" (autonom) wprowadził Marian Mazur, który w swojej pracy Cybernetyka i charakter ściśle zdefiniował konieczną strukturę systemu autonomicznego. Wg Mazura musi on zawierać, jako podsystemy, odpowiednio powiązane następujące organy: receptory, efektory, korelator, alimentator, akumulator i homeostat. Teoria Mazura stała się podstawą polskiej szkoły cybernetyki społecznej.